# James Morrison (attore)
James Morrison (Anchorage, 21 aprile 1954) è un attore statunitense.

## Biografia
Attivo soprattutto in televisione, è principalmente conosciuto per il ruolo di Bill Buchanan nella serie televisiva 24, ma nel corso della sua carriera ha preso parte come guest star a tante altre serie TV come Millennium, X-Files, CSI: Miami, NCIS - Unità anticrimine e Numb3rs. Recentemente ha partecipato con dei ruoli ricorrenti alla serie televisive Private Practice e Hawthorne - Angeli in corsia.

## Filmografia parziale

### Cinema
- Un giorno di ordinaria follia (Falling Down), regia di Joel Schumacher (1993)
- L'ombra del dubbio (Shadow of Doubt), regia di Randal Kleiser (1998)
- The One, regia di James Wong (2001)
- Prova a prendermi (Catch Me If You Can), regia di Steven Spielberg (2002) – non accreditato
- Jarhead, regia di Sam Mendes (2005)

### Televisione
- In viaggio nel tempo (Quantum Leap) – serie TV, 1 episodio (1991)
- Avvocati a Los Angeles (L.A. Law) – serie TV, 1 episodio (1992)
- Walker Texas Ranger (Walker, Texas Ranger) – serie TV, episodio 3x04 (1994)
- Frasier – serie TV, episodio 2x09 (1994)
- Space: Above and Beyond – serie TV, 23 episodi (1995-1996)
- Millennium – serie TV, episodio 1x03 (1996)
- Prey – serie TV, 3 episodi (1998)
- Un detective in corsia (Diagnosis: Murder) – serie TV, episodio 5x20 (1998)
- Profiler - Intuizioni mortali (Profiler) – serie TV, episodio 2x19 (1998)
- Seven Days – serie TV, episodio 1x08 (1998)
- Nash Bridges – serie TV, 1 episodio (1999)
- The Wonder Cabinet, regia di Ralph Hemecker – film TV (1999)
- Freedom – serie TV, 2 episodi (2000-2001)
- X-Files (The X-Files) – serie TV, episodio 7x14 (2000)
- The Division – serie TV, 1 episodio (2002)
- Six Feet Under – serie TV, episodio 2x10 (2002)
- JAG - Avvocati in divisa (JAG) – serie TV, episodio 8x08 (2002)
- CSI: Miami – serie TV, episodio 2x07 (2003)
- West Wing - Tutti gli uomini del Presidente (The West Wing) – serie TV, episodi 4x19 - 4x19 (2003)
- NCIS - Unità anticrimine (NCIS) – serie TV, episodi 1x11-15x10 (2004-2017)
- Cold Case - Delitti irrisolti (Cold Case) – serie TV, episodio 2x07 (2004)
- 24 – serie TV, 64 episodi (2005-2009) – Bill Buchanan
- Point Pleasant – serie TV, episodi 1x01-1x02-1x03 (2005)
- Numb3rs – serie TV, episodio 4x06 (2007)
- Private Practice – serie TV, 8 episodi (2009-2010)
- Eli Stone – serie TV, episodio 2x11 (2009)
- The Deep End – serie TV, 1 episodio (2010)
- Hawthorne - Angeli in corsia (Hawthorne) – serie TV, 11 episodi (2009-2010)
- The Mentalist – serie TV, episodio 3x03 (2010)
- Law & Order: LA – serie TV, episodio 1x03 (2010)
- Suits – serie TV, episodio 1x08 (2011)
- Il giardino del diavolo (Seeds of Destruction), regia di Paul Ziller – film TV (2011)
- Those Who Kill – serie TV, 10 episodi (2014)
- Castle – serie TV, episodio 8x15 (2016)
- The Orville – serie TV, episodio 1x04 (2017)
- Twin Peaks – serie TV (2017)
- NCIS: Hawai'i – serie TV, episodio 2x10 (2023)

## Doppiatori italiani
Nelle versioni in italiano delle opere in cui ha recitato, James Morrison è stato doppiato da:
- Luca Biagini in 24, Major Crimes, NCIS - Unità anticrimine (ep. 15x10)
- Fabrizio Pucci in Millenium, Twin Peaks
- Rodolfo Bianchi in Point Pleasant, Private Practice
- Riccardo Rossi in Frasier
- Francesco Prando in Profiler - Intuizioni mortali
- Antonio Sanna in L'ombra del dubbio
- Luca Ward in X-Files
- Nino Prester in The One
- Giorgio Locuratolo in CSI: Miami
- Saverio Indrio in NCIS - Unità anticrimine (ep. 1x11)
- Dario Penne in Cold Case - Delitti irrisolti
- Sergio Di Stefano in Numb3rs
- Angelo Maggi in Law & Order: LA
- Mario Cordova in Suits
- Massimo Corvo in Revenge
- Massimo Rinaldi in Castle
- Massimo Lopez in Those Who Kill
- Sergio Lucchetti in NCIS: Hawai'i